# Стоянов, Александр Александрович
Алекса́ндр Алекса́ндрович Стоя́нов (англ. Alexander A. Stoyanow; «Stoy»; 7 августа 1879, Железноводск — 18 ноября 1974, США) — русский и американский учёный-геолог, стратиграф и палеонтолог Геологического комитета России, профессор в Аризонском и Калифорнийском университетах США.

## Биография
Родился 7 августа 1879 года в курортном посёлке Железноводск, на Северном Кавказе. Его отец выращивал чай.
В 1899 году с отличием окончил Киевский университет Святого Владимира по кафедре геологии.
С 1904 года работал на Кавказе по геологической съёмке. Начал интересоваться трилобитами и брахиоподами.
В 1906 году защитил диссертацию в Московском университете.
Как геолог Геологического комитета России участвовал в экспедициях по геологоразведке и поискам нефти на Кавказе, в Сибири, Туркестане, Персии и золота в Китае.
В 1917 году был мобилизован, занимался военной геологией в Турецкой Армении в отряде геологов с К. Н. Паффенгольцем, Б. Ф. Меффертом и Д. В. Наливкиным.
В 1918 и 1919 годах участвовал в Ухтинской комплексной экспедиции с геологом К. П. Калицким.
Бежал в Финляндию по замерзшему Ладожскому озеру, завернувшись в белые простыни для маскировки.
Ф. Шухерт (Fritz Schuchert) из Йельского университета пригласил его для палеонтологических работ на острове Готланд в Швеции.
Был в экспедиции по поискам нефти в Индонезии.
Приглашён для проведения геологической съёмки в штате Аризона.
В 1923—1950 годах был профессором палеонтологии Аризонского университета в городе Тусоне.
В начале 1928 года принимал К. П. Калицкого в Аризоне, провёл геологическую экскурсию на Большой каньон.
Являлся членом Геологического общество Америки (GSA).
В 1952 году переехал в Калифорнийский университет в Лос-Анджелесе (UCLA), где на грант GSA организовал палеонтологическую лабораторию, где создал большую коллекцию ископаемых организмов.
Выделил новые стратиграфические формации и дал им наименования.
Описал новые для науки таксоны вымерших организмов, среди них:
- род Tschernyschewia Stoyanov, 1910
- род Kazanskyella Stoyanow , 1949
- подсемейство Acanthohoplitinae Stoyanow, 1949
- семейство Deshayesitaceae Stoyanow, 1949[4].

Его самая известная цитируемая книга — «Стратиграфия нижнего мела на юго-востоке Аризоны» (1949)
Скончался 18 ноября 1974 года [где?].

## Память
В честь А. А. Стоянова были названы некоторые таксоны ископаемых организмов.
[уточнить]